# ГЕС-ГАЕС Еурланн III
ГЕС-ГАЕС Еурланн III — гідроелектростанція на півдні Норвегії за 130 кілометрів на північний схід від Бергену. Розташовуючись перед ГЕС Еурланн II LF, становить верхній ступінь гідровузла, водозбірний басейн якого — на південь та схід від Aurlandsfjorden (велика південна затока найбільшого в країні Согне-фіорду).
Станція використовує найбільше в гідровузлі водосховище Nyhellervatnet, створене на основі однойменного озера, яке природним шляхом дренувалось річкою Грена (Grøna, права притока Aurlandsvassdraget, яка завершується в Aurlandsfjorden). На виході з нього звели кам'яно-накидну греблю висотою 83 м, довжиною 650 м та шириною по основі 250 м, яка потребувала 2,4 млн м³ породи. Крім того, для закриття сідловин знадобились дві допоміжні споруди — одна висотою 18 м, довжиною 165 м та шириною по основі 60 м та друга висотою 5 м та довжиною 70 м. Створений ними підпір призвів до утворення водойми з площею поверхні 19,7 км², яка також поглинула озера Kongshellervatn (вище по течії Грени), Øljuvatn і Volanuttjønnane (розташовувались на правому допливі до Грени). Водосховище має корисний об'єм 448 млн м³, що забезпечується коливанням рівня між позначками 1364 та 1438 м НРМ. При цьому у котловину Nyhellervatn від котловин Kongshellervatn та Øljuvatn проклали тунелі, які дозволяють здреновувати їх на 10 та 21 м нижче за колишній природний рівень.
Із водосховища на захід прокладено дериваційний тунель довжиною 3,9 км, який подає ресурс до машинного залу, розташованого біля створеного на Aurlandsvassdraget водосховища Vetlebotnvatnet. Тут встановлено дві оборотні турбіни типу Френсіс потужністю по 135 МВт, котрі використовують напір у 400 м та забезпечують виробництво 170 млн кВт-год електроенергії на рік. У періоди високої водності вони здійснюють закачування ресурсу із Vetlebotnvatnet до Nyhellervatnet, запасаючи енергію для всіх розташованих нижче станцій гідровузла.
Зв'язок з енергосистемою відбувається по ЛЕП, розрахованій на роботу під напругою 420 кВ.